# Вища ліга КВК
Ви́ща лі́га КВК (рос. Высшая лига КВН) існує з 1961 року, коли «Клуб веселих та кмітливих» (КВК) відродився на радянському телебаченні, і є найголовнішою лігою КВК. Чемпіон Вищої ліги є чемпіоном усього клубу. Ігри Ліги веде Олександр Масляков-старший, а судять їх відомі люди: актори, шоумени, режисери, письменники, музиканти, спортсмени, бізнесмени. Ігри Вищої ліги транслюються на російському Першому каналі. Редактори Вищої ліги — колишні гравці команд-переможців: Дмитро Шпеньков (чемпіон-2007), Євгеній Донських (чемпіон-2006), Михайло Марфін (віцечемпіон-1987).
Ігри Вищої Ліги відбувалися в актовій залі Московського державного будівельного університету до того, як 1987-го було зіграно першу гру в Московському палаці молоді. 2002-го Вища Ліга була змушена переїхати до Центрального академічного театру Російської армії.

## Схеми Сезонів

### 1986/1987, 1987/1988
У двох перших сезонах грало шість команд. Команди було розділено на три пари, переможці яких проходили до Півфіналу. Переможені команди грали у Втішній грі, переможець якої теж проходив до Півфіналу. Далі відбувалися два Півфінали й Фінал. У першому сезоні Фінал був не у грудні, а навесні, у другому сезоні було вирішено сполучити рік КВК з календарним і тому сезон 1987/1988 тривав півтора року. У другому сезоні відбулися дві події, що вплинули на схему сезону: по-перше, команда КВК ІДМІ відмовилась від участі у Втішній грі, по-друге, перший Півфінал між командами НДУ й ДДУ закінчився внічию, тим самим у КВК було зіграно перший Фінал на трьох.

### 1989
Телебачення надало АМіКу лише п'ять ефірів 1989-го року, тому було розроблено нову схему. У першій грі грають одразу десять команд, із яких шість проходять до Півфіналів. Таким чином у Фіналі грають три команди.

### 1990—1992
1990-го року до Вишки взяли вісім команд, яких поділили на чотири пари, та через відмову команди ЛПІ Чвертьфіналів було три, а команда ВІСІ (яка мала з ними грати) автоматично пройшла до Півфіналу. У Півфіналах стався інцидент із суддівством: через те, що складів журі було два — звичайне та внутрішній голос, рішення внутрішнього голосу (складеного з гравців КВК команд, що не грали) могло змінити підсумок гри, що і сталося у Півфіналі ДПІ-ДДУ. Обидві команди та члени журі були незадоволені рішенням внутрішнього голосу і довелося взяти до Фіналу обидвох. У підсумку, у Фіналі кожна команда ставала Чемпіоном у різних конкурсах: ДДУ стали Чемпіонами в Розминці, ДПІ в Капітанському Конкурсі, а Одеські Джентльмени у трьох домашніх конкурсах (вони й уважаються Чемпіонами 1990-го року).
Сезон 1991 відбувся за схемою без будь-яких змін.
У сезоні 1992 довелося перетворити Фінал у концерт на честь Чемпіонів (переможців Півфіналів) через те, що ними виявилися ЄрМІ та Хлопці З Баку, а між Вірменією й Азербайджаном тоді було військове протистояння.

### 1993
1993 був зірковим сезоном, у якім грали лише шість команд. Їх розділили на два Чвертьфінали, з яких до Півфіналу проходять дві команди. Дарма що Олександр Васильович Масляков Президентським правлінням узяв до Півфіналу ще й п'яту команду, Дівчата З Джазу (НДУ), у Півфіналах грали чотири команди через відмову Одеських Джентльменів. У Фіналі грали три команди через те, що в однім із Півфіналів відбулася нічия.

### 1994—1997 рр.
З 1994 по 1997 рр. у Вищій Лізі грали дванадцять команд. Їх розділили на дві групи, у кожній по шість. Далі з кожної гри проходять чотири команди. Так з'явилася 1/8-ма Фіналу. Далі йдуть два чвертьфінали по чотири команди, два Півфінали по дві команди та Фінал на двох. Лише в сезоні 1994 у Фіналі грали три команди (нічия у Півфіналі).

### 1998 р.
У сезоні 1998 вперше грали п'ятнадцять команд. Їх було поділено на три Чвертьфінали. Переможці проходять одразу до Півфіналу. Команди, що посіли другі місця, та ще одна команда, яку обирає журі, проходять до Втішної Гри. Переможець Втішної Гри проходить до Півфіналу. Далі два Півфінали й Фінал.

### З 1999 р.
- 1999-го з'явилася сучасна схема Вишки: три гри 1/8-ї Фіналу (12 або 15 команд), два Чвертьфінали (6, 8 або 10 команд), два Півфінали (4 або 6 команд) і Фінал (2 команди). Журі чи телеглядачі мають право (з 2001-го) добирати команди до Чвертьфіналу. Наразі лише сезон 2001 відбувся точно за схемою.
- 1999: у чвертьфіналах грало сім команд, у першім було чотири, у другім три. Масляков дібрав до Фіналу команду КВК Білоруського Державного Університету, таким чином до Фіналу пройшли три команди, вперше з 1994 року.
- 2000: у сезоні грався ще й Турнір Десяти серед ветеранів КВК (п'ять Півфіналів і Фінал із п'ятьма командами), тому у Вишці грали лише дев'ять команд.
- 2002: Масляков узяв до Фіналу третю команду (Повітове Місто — рос. Уездный город).
- 2003 і 2004: замість двох Півфіналів було зіграно один, та у двох частинах. Грали п'ять команд, три пройшли до Фіналу.
- 2005: у сезоні було заплановано шістнадцять команд, та в підсумку команду Лівий Берег відправили грати до Прем'єр-Ліги. До Фіналу пройшли чотири команди.
- 2006: до Фіналу пройшли три команди (добір журі команди ЛУНА).
- 2007: у сезоні грали чотирнадцять команд. До Фіналу пройшли чотири команди (журі дібрали команду КВК МЭІ, а Масляков Президентським правлінням МаксимуМ із ТДУ).
- 2008: з чвертьфіналів до Півфіналу потрапило вісім команд, у фіналі грало чотири команди, що потрапили навпростець із півфіналів (Піраміда, Астана.kz, СОК і МаксимуМ).
- 2009: до Півфіналу потрапило вісім команд. Переможці перших двох Півфіналів пройшли автоматично до Фіналу. Інші шість команд зіграли третій, втішний, Півфінал у межах Спецпроєкту. Переможець пройшов до Фіналу, журі дібрало ще одну команду (Федір Двинятін). У підсумку, у Фіналі Вищої Ліги 2009 грали знов чотири команди.
- 2010: сезон відбувся за тією ж схемою, що й сезон 2008.
- 2011: відбувався в розширеному форматі: до сезону запрошено 20 команд (пізніше до них додалася ще одна, 21-а команда), було зіграно чотири гри 1/8-ї фіналу та три чвертьфінали.
- 2012: формат ідентичний 2011 року.

## Чемпіони клубу
| 1986—1987 Одеса                  | ОДУ                                                          | Одеські джентльмени                 |
| 1987—1988 Новосибірськ           | Новосибірський державний університет                         | НДУ                                 |
| 1989 Харків                      | Харківське вище військове авіаційне інженерне училище        | ХВВАІУ                              |
| 1990 Одеса                       | ОДУ                                                          | Одеські джентльмени                 |
| 1991 Новосибірськ                | Новосибірський державний університет                         | НДУ                                 |
| 1992 Єреван Баку                 | Єреванський медичний інститут                                | ЄрМІ Хлопці з Баку                  |
| 1993 Новосибірськ                | Новосибірський державний університет                         | Дівчата з джазу                     |
| 1994 Єреван                      | Єреванський медичний інститут                                | ЄрМІ                                |
| 1995 Москва Харків               | ЗС РФ ХАІ                                                    | Ескадрон гусарів ХАІ                |
| 1996 Махачкала                   | Дагестанський державний університет                          | Махачкалінські бродяги              |
| 1997 Запоріжжя/Кривий Ріг Єреван | ЗДМІ-КРДРІ                                                   | Транзит Нові вірмени                |
| 1998 Томськ                      |                                                              | Діти лейтенанта Шмідта              |
| 1999 Мінськ                      | Білоруський державний університет                            | БДУ                                 |
| 2000 Єкатеринбург                | Уральський державний технічний університет                   | Уральські пельмені                  |
| 2001 Мінськ                      | Білоруський державний університет                            | БДУ                                 |
| 2002 Челябінськ/Магнітогорськ    |                                                              | Повітове місто (рос. Уездный город) |
| 2003 Сочі                        | Сочинський державний університет туризму та курортної справи | Стомлені сонцем                     |
| 2004 П'ятигорськ                 |                                                              | Збірна П'ятигорська                 |
| 2005 Сухум Москва                | Абхазький державний університет                              | Нарти з Абхазії Мегаполіс           |
| 2006 Москва                      | Російський університет дружби народів                        | РУДН                                |
| 2007 Москва                      | Московський енергетичний інститут                            | Звичайні люди (рос. Обычные люди)   |
| 2008 Томськ                      | Томський державний університет                               | МаксимуМ                            |
| 2009 Курськ                      | Курський державний технічний університет                     | ПриМа                               |
| 2010 Армавір — Брюховецька       |                                                              | Збірна Краснодарського краю         |
| 2011 Самара                      |                                                              | СОК                                 |
| 2012 Смоленськ                   |                                                              | Тріод і діод                        |
| 2013 П'ятигорськ                 |                                                              | Місто П'ятигорськ                   |
| 2014 Тюмень                      |                                                              | Союз                                |
| 2015 Астрахань"'                 |                                                              | Збірна Камизякського краю           |